# جسرالشغور
جـِسر الشُغور (به عربی: جسر الشغور) (به ترکی استانبولی: Cisr eş-Şuğur) یکی از شهرهای کشور سوریه واقع در استان ادلب است.
این شهر در کنار رود عاصی (اُرونتس) و در جاده اصلی لاذقیه به حلب واقع شده‌است. جسرالشغور در ۷۵ کیلومتری لاذقیه و ۱۰۴ کیلومتری حلب قرار دارد.
شهر جسرالشغور در یک دشت حاصل‌خیز آبرفتی در دره غاب و در کناره خاوری کوهستان نُصیریه جای گرفته‌است. این شهر از ۱۰ هزار سال پیش تاکنون پیوسته مسکونی بوده‌است.
رومیان به این شهر «نیاکوبا» (Niaccuba) می‌گفتند و در این محل پلی سنگی بر روی رود عاصی ساختند.
باور بر این است که نام جسرالشغور دگرگون‌شده واژه جسرالشغور (به معنی پل سرزمین مرزی) است.

## تنش‌های سیاسی
شهر سنی‌نشین جسرالشغور و منطقه ادلب، پیشینه درگیری بین مردم سنی‌مذهب این شهر با حاکمان علوی‌مذهب سوریه و حزب بعث سوریه را دارد. در سال ۱۹۸۰ میلادی، نیروهای امنیتی سوریه در این شهر دست به کشتار گسترده معترضان زدند.

## جنگ داخلی سوریه

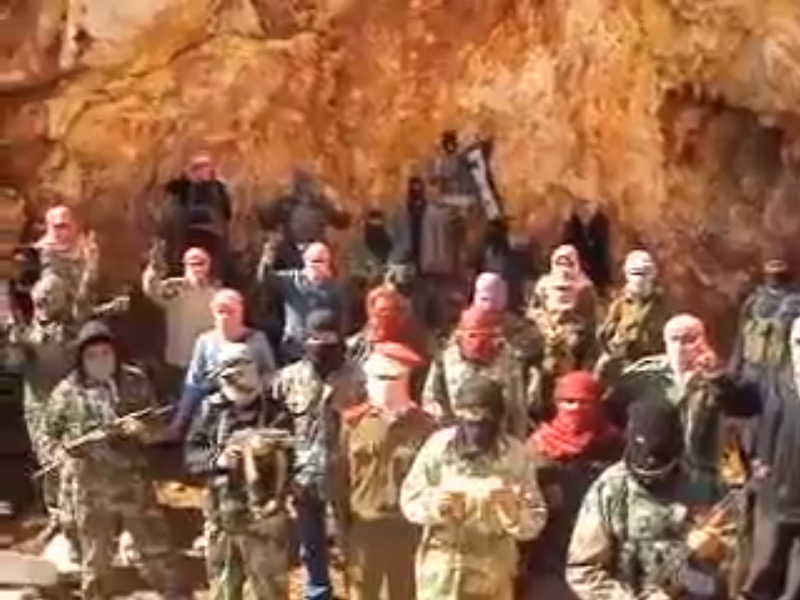
گردان مجاهدین، یک واحد از ارتش آزاد سوریه است که در مارس ۲۰۱۲، تشکیل خود را در شهر جسرالشغور اعلام کرد.

در ۴ ژوئن ۲۰۱۱، سه ماه از آغاز جنگ داخلی سوریه، خشونت‌ها در شهر جسرالشغور به اوج خود رسیده بود. گروه‌های مسلح مخالف دولت به مراکز امنیتی حمله کرده و ۱۲۰ نفر از نیروهای امنیتی را کشتند و کنترل شهر را به دست گرفتند در حالی که بسیاری از غیرنظامیان به لاذقیه گریختند. فعالانی که با بی‌بی‌سی مصاحبه کرده بودند، صحت خبر دولتی مبنی بر کشتار نیروهای امنیتی توسط شورشیان را تکذیب کرده و ادعا کردند که این مرگ‌ها مشخص نیست و ممکن است توسط دولت برای شورش کشته شده باشند. پس از آن، ارتش سوریه عملیاتی را برای مقابله با گروه‌های مسلح انجام داد. این عملیات تا ۱۲ ژوئن ۲۰۱۱ به طول انجامید. بعداً گزارش شد که تعداد زیادی از ساکنان از شهر خارج شده و به کشورهای همسایه از جمله ترکیه گریخته‌اند. در دسامبر ۲۰۱۱، ارتش آزاد سوریه کنترل شهر را به دست گرفت اما در اکتبر ۲۰۱۲، ارتش سوریه بار دیگر وارد جسرالشغور شد. در ۲۵ آوریل ۲۰۱۵ میلادی، شبه نظامیان ائتلاف جیش‌الفتح این شهر را به تصرف خود درآوردند. طبق گزارش‌ها، ۳٬۵۰۰ اویغور از آن زمان در این شهر ساکن شده‌اند.
تا ژوئیه سال ۲۰۱۷، این شهر تحت کنترل مشترک تحریر الشام و حزب ترکستان اسلامی در سوریه بود. این شهر در سپتامبر ۲۰۱۷ توسط جنگنده‌های سوریه و روسیه بمباران شد.